# Чичча, Матильда
Матильда Чичча (итал. Matilde Ciccia; род. 6 октября 1952, Монастераче, Калабрия) — итальянская фигуристка, выступавшая в танцах на льду. Участница зимних Олимпийских игр 1976 года.

## Биография
Матильда Чичча родилась 6 октября 1952 года в итальянской коммуне Монастераче.
Участвовала в соревнованиях по фигурному катанию за «Амброзиано» из Милана. Выступала в танцах на льду в паре с Ламберто Чезерани. Семь раз выигрывала чемпионат Италии (1970—1976).
Четырежды участвовали в чемпионатах мира. В 1971 году в Лионе заняли 16-е место, в 1973 году в Братиславе — 11-е, в 1974 году в Мюнхене — 8-е, в 1975 году в Колорадо-Спрингс — 5-е.
Семь раз выступали на чемпионатах Европы. В 1970 году в Ленинграде заняли 11-е место, в 1971 году в Цюрихе — 12-е, в 1972 году в Гётеборге — 12-е, в 1973 году в Кёльне — 8-е, в 1974 году в Загребе — 6-е, в 1975 году в Копенгагене — 5-е, в 1976 году в Женеве — 6-е.
В 1976 году вошла в состав сборной Италии на зимних Олимпийских играх в Инсбруке. Вместе с Ламберто Чезерани заняли в танцах на льду 6-е место, набрав 191,46 балла и уступив 18,46 балла завоевавшим золото Людмиле Пахомовой и Александру Горшкову из СССР.
После окончания выступлений была киноактрисой. Снялась в криминальной драме «Полицейский, твой закон медленный.. мой... нет!» (1979) в роли Евы Стефани и в драме «Землекоп» (1980) в роли Ассунтины.
В 1981 году выступила в качестве певицы, выпустив альбом Roller Go. Музыка с альбома в 2006 году была использована в эпизоде сериала «Доказательства преступления».